# Solcellesagen 2016
Solcellesagen 2016: I 2016 blev der søgt om støtte til solcelleanlæg på ca. størrelse med Samsø, 89 af ansøgningerne (3600 MW) kom fra Solenergi Danmarks selskaber med Anders Ztorm i spidsen. Anders Ztorm er en dansk erhvervsmand, der i 2003 etablerede virksomheden Solenergi Danmark, hvor han også er administrerende direktør., han søgte på vegne af 89 lodsejere, som ville oprette solcelleparker på deres jord. Indtil da havde der kun været anlæg i Danmark svarende til 790 MW, men pludselig var der ansøgninger om støtte til ca. 4500 MW. Energi- og klimaminister Lars Christian Lilleholt (V) fremsatte et lovforslag d. 3. maj 2016, der med tilbagevirkende kraft skulle bremse mængden af anlæg, da det ellers ville koste danske elforbrugere cirka 11 milliarder kroner i øget PSO-afgift over 20 år (ca. 0,5 milliard årligt), hvis ansøgninger til alle 4500 MW blev godkendt. Ifølge Ztorm var det sådan, at hvis man havde 600 megawatt havvindmøller, så kunne man for de samme penge få 4500 megawatt solcelleparker. Lovforslaget blev vedtaget af et flertal i Folketinget. 4500 megawatt solcelleparker vil, ifølge Ztorm, til sammenligning koste 30% mindre årligt end havvindmølleparken ved Anholt som er på 400 MW (dvs. mere end 11 gange så meget for pengene). Af de 3600 MW ansøgt af Anders Ztorm var de 1660 MW af solcelleprojekterne udviklet mellem 2012 og 1. juli 2015, dvs. under den tidligere lovgivning, disse projekter fremsatte Energi- og klimaminister Lars Christian Lilleholt et lovforslag, med tilbagevirkende kraft, for at bremse i december 2016, lovforslaget blev vedtaget af Folketinget d. 19. december 2016. De to love fremsat af Energi- og klimaminister Lars Christian Lilleholt, er ifølge Anders Ztorm grundlovsstridige iht. § 73 stk. 1.. Loven d. 19. December 2016 var herudover udelukkende rettet mod Anders Ztorm's projekter, hvilket sætter spørgsmål ved ministerens og embedsværkets brug af singulær lovgivning i sagen.